# Plaza Belgrano (Banda del Río Salí)
La Plaza Gral. Manuel Belgrano es una plaza de Banda del Río Salí, Tucumán, Argentina. Esta se ubica entre las avenidas Monseñor Díaz, San Martín y pasajes Celestino Gelsi y Vázquez. Es el centro de la vida cívica y recreativa de la ciudad del este tucumano.

## Historia
La plaza fue creada a medida del desarrollo y la expansión de la ciudad con los ingenios azucareros como los ingenios Concepción, Cruz Alta, San Juan y Lastenia. Durante el mandato del primer intendente de la ciudad, Nicolás Frasconá, se remodeló este espacio público con la creación de una fuente luminosa y se construyeron la sede municipal y la Parroquia San Francisco Solano. Desde la municipalización de la localidad en 1972, la plaza Belgrano se convirtió en sitio de eventos cívicos, sociales y recreativos como recitales, eventos gastronómicos, exhibiciones o desfiles cívicos-militares.
En 2021 se proyectó remodelar la plaza principal de la Banda con fondos nacionales. Estos trabajos se iniciaron en octubre de 2022, siendo finalizadas en 2023 con un costo de ARS 221 710 426. Las obras incluyeron la construcción de nueva caminería y un monumento ecuestre a Manuel Belgrano en el centro de la plaza, instalación de nuevo mobiliario urbano, iluminación led y juegos infantiles como uno que asemeja a la forma del crucero ARA General Belgrano. Asimismo se renovaron los pasajes Celestino Gelsi y Vázquez, aledaños al espacio público.